# Université Kabarak
L’université Kabarak (en anglais Kabarak University et en swahili Chuo Kikuu cha Kabarak), aussi connue sous l'acronyme KABU, est une université privée kényane. Créée par l'ancien président de la République Daniel arap Moi, elle a ouvert ses portes en 2002 à 18 kilomètres du centre de Nakuru.

## Histoire
C'est le 16 octobre 2001 que l'établissement scolaire, fondé par le président de la République de l'époque Daniel arap Moi, reçoit la lettre patente provisoire lui octroyant la permission de délivrer des grades universitaires.
Basée sur l'enseignement par les arts libéraux dans le respect de la foi chrétienne et mettant l'accent sur la pratique du sport, l'école ouvre ses portes aux premiers étudiants en septembre 2002.
Le 16 mai 2008, l'université reçoit la charte de lettre patente définitive.
En août 2012, la Cour d'appel (Court of Appeal) met fin à neuf années de procédure judiciaire en ordonnant la restitution, par Daniel arap Moi, de 40 hectares du campus à un exploitant agricole riverain. En octobre 2013, la Cour suprême (Supreme Court of Kenya) saisie par la partie défenderesse (l'ancien président Moi et l'Université Kabarak) se déclare incompétente étant donné qu'il ne s'agit pas d'un cas de violation de la Constitution et confirme, ainsi définitivement, la décision de la Cour d'appel. La décision judiciaire qui porte sur le titre de propriété d'une surface de 100 acres concerne surtout la pérennité des résidences des lecteurs de l'université et des professeurs de l'école secondaire bâties sur la parcelle litigieuse.

## Campus
L'université possède trois campus :
- Main Campus, il est situé à 18 kilomètres du centre de Nakuru. Le domaine, qui s'étend sur près de 60 hectares comprend, outre l’université, une école secondaire (Moi High School–Kabarak), une école primaire (Moi Primary School–Kabarak) et de multiples terrains de sport dont une piscine extérieure. Tous les équipements sportifs sont accessibles aux trois niveaux de l'enseignement. Chacun de ces niveaux possèdent leur propre internat et leur propre bibliothèque.
- Nakuru Town Campus, ouvert en septembre 2006, il est situé en plein centre de Nakuru.
- Nairobi City Campus, ouvert en septembre 2011, il est situé dans le Prudential Assurance building à Nairobi.

## Programmes
- faculté de droit,
- faculté des sciences,
- faculté de médecine,
- faculté des arts et sciences humaines,
- école de commerce.